# Arthur Grundmann
Arthur Grundmann (* 23. März 1920 in Herne; † 16. August 1987 in Bonn) war ein deutscher Politiker der FDP.

## Leben
Grundmann war von 1934 bis 1938 als Jungbergmann in Herne, Bochum und Hattingen beschäftigt. Er kämpfte von 1940 bis 1945 im Zweiten Weltkrieg und arbeitete anschließend wieder als Bergmann in Herne. Im Jahr 1945 wurde er Mitglied der FDP, drei Jahre später wurde er in den Stadtrat von Herne gewählt. Bei der Wahl zum ersten Bundestag 1949 wurde er über die Landesliste Nordrhein-Westfalen ins Parlament gewählt. Grundmann war ordentliches Mitglied des Ausschusses für Petitionen, für Arbeit und von Oktober 1950 bis Oktober 1951 auch im Ausschuss für Grenzlandfragen. Nach einem Grubenunglück in der Zeche Dahlbusch, bei dem 78 Menschen starben, war er auch ordentliches Mitglied im zuständigen Untersuchungsausschusses. Außerdem war Grundmann stellvertretendes Mitglied zahlreicher anderer Ausschüsse. Bei der Bundestagswahl 1953 kandidierte er nicht mehr und schied folglich aus dem Parlament aus.